# Valeriu Moldovan
Valeriu A. Moldovan (n. 5 august 1875 la Câmpeni – d. 19 iulie 1954 în închisoarea din Sighetu Marmației) a fost un luptător pentru drepturile românilor din Transilvania în timpul regimului austro-ungar, publicist, avocat, profesor universitar la Facultatea de Drept din Cluj, deputat, membru al Partidului Național-Țărănesc.

## Date biografice
Valeriu Moldovan a fost fiul lui Anania și Ludovica Moldovan;  a fost căsătorit cu Augusta născută Vladuțiu (sora lui Iuliu Vlăduțiu), alături de care a avut 5 copii.
Valeriu Moldovan a fost frate cu Vasile E.Moldovan, ziarist, poet, eseist, scriitor cu pseudonimul Drumaru. 
Între 1894/95 Valeriu Moldovan a fost bursier al Fundației Gojdu, pentru studii de drept la Budapesta.
A fost ales membru al Marelui Sfat Național Român la Marea Adunare Națională de la Alba Iulia din 1 decembrie 1918. După Unire, a fost ales deputat în cinci legislaturi, senator în patru legislaturi și vicepreședinte al Senatului.
Ca președinte al P.N.Ț. Turda și vicepreședinte al P.N.Ț. Ardeal, a deținut mai multe demnități în guvernele Iuliu Maniu și George Mironescu, printre care cea de subsecretar de stat la Ministerul Instrucțiunii Publice și Cultelor (14 noiembrie 1929 - 6 iunie 1930 în Guvernul Iuliu Maniu (1), respectiv 7 iunie 1930 - 12 iunie 1930 (5 zile) în Guvernul George G. Mironescu (1)).
Din 1933 a fost profesor de drept canonic la Universitatea Cluj  și vicepresedinte al departamentului juridic al Societății ASTRA.
În noaptea de 5/6 mai 1950 organele de reprimare comuniste a arestat un lot de 82 foști demnitari, printre care și pe Valeriu Moldovan (75 ani), întemnițați în crunta închisoare de la Sighet. În urma tratamentului barbar, aplicat tuturor deținuților politici, Valeriu Moldovan a murit în închisoare pe data de 19 iulie 1954, trupul său fiind îngropat (alături de multe alte victime ale regimului comunist) în Cimitirul Săracilor (numit Cearda) din Sighet
.

## Scrieri
- Valeriu Moldovan, Conferințele Naționale ale românilor de dincoace de Carpați, Sibiu, Editura “Asociațiunii”, 1937

## In memoriam
O stradă din Turda îi poartă numele.